# Жук, Дарья Викторовна
Дарья Викторовна Жук (бел. Дар'я Віктараўна Жук; род. 26 апреля 1980, Минск) — белорусский и американский режиссёр, сценарист.
Наиболее известна своей лентой «Хрусталь», которая была выбрана в качестве кандидата на получение премии «Оскар» в номинации «Лучший фильм на иностранном языке».

## Биография
Дарья родилась в Минске в семье журналистов, переехав в США в возрасте 16 лет, поступила и с отличием окончила экономический факультет Гарвардского университета. На протяжении шести лет была сотрудником канала HBO. Работая в этой компании, Жук заинтересовалась миром кино и захотела попробовать себя в режиссуре. В 2014-м году с отличием закончила курс режиссуры в Колумбийском университете.
Продюсировала документальный фильм про солиста группы «Gogol Bordello» Евгения Гудзя.
Сняв несколько короткометражных лент, в 2018 году Жук выпустила фильм «Хрусталь (Crystal Swan)». Картина открывала конкурс East of the West на кинофестивале в Карловых Варах, получила высокую оценку критиков и была в дальнейшем показана на многочисленных международных фестивалях. «Хрусталь» выиграл гран-при в Одессе, Тбилиси и Алматы, приз FIPRESCI в Братиславе, премию «Ника» за лучший фильм стран СНГ, Грузии и Балтии и множество других наград. Картина стала первой за 22 года номинацией на «„Оскар“ за лучший фильм на иностранном языке» от Беларуси.
В начале 2022 года было объявлено, что Жук выступит режиссёром сериала «Зато» — четвёртого российского оригинального проекта Netflix.
На Берлинале 2023 года Жук, вместе с другими кинематографистами из Беларуси, запустили Белорусскую независимую киноакадемию. Её участники, основатель минского кинофестиваля «Северное сияние» Ольга Чайковская, кинокритик Ирена Котелович, Игорь Сукманов, Ирена Котелович, бывший программный директор минского фестиваля «Лістапад» Игорь Сукманов, режиссёры Дарья Жук, Андрей Кутило, и Алексей Полуян, уехавшие из Беларуси по политическим причинам, создали это первое независимое от Лукашенко кинообъединение.
В августе 2024 года Жук объявила о новом проекте — фильме в жанре антиутопии под рабочим названием «Именно то, чем кажется».

## Фильмография
- 2019 — «Содержанки (второй сезон)» (Россия) — режиссёр
- 2018 — «Хрусталь / Crystal Swan» (Беларусь, Германия, Россия, США) — режиссёр
- 2015 — «Настоящий американец» (The Real American, США, короткометражный)[10]
- 2011 — Воздух внутри неё / Air Inside Her, The (США, короткометражный) — режиссёр, сценарист

## Награды и номинации
- 2015: Специальный приз жюри кинофестиваля Листопад за фильм «Настоящий американец» (The Real American)[10];
- 2015: Лучшая женщина-режиссёр — награда от ассоциации New York Women in Film and Television[11][12];
- 2015: Лучшая женщина-режиссёр — номинация от Adrienne Shelly Foundation;
- 2018: Гран-при Одесского МКФ — фильм «Хрусталь»;
- 2019: Премия «Ника» за лучший фильм стран СНГ, Грузии и Балтии — фильм «Хрусталь».